# مدجیجا
شهر مدجیجا (به رومانیایی: Medgidia) در شهرستان کونستانس در کشور رومانی واقع شده‌است. جمعیت این شهر ۴۳٬۸۶۷ نفر  است.